# Gran Premio di superbike di Assen 2002
Il Gran Premio di superbike di Assen 2002 è stato la dodicesima prova su tredici del campionato mondiale Superbike 2002, disputato l'8 settembre sul TT Circuit Assen, in gara 1 ha visto la vittoria di Colin Edwards davanti a Troy Bayliss e Noriyuki Haga, lo stesso pilota si è ripetuto anche in gara 2, davanti a Pierfrancesco Chili e James Toseland.
La vittoria nella gara valevole per il campionato mondiale Supersport è stata ottenuta da Fabien Foret, mentre la gara del campionato Europeo della classe Superstock viene vinta da Michael Laverty. Con il sesto posto ottenuto in questa gara, Vittorio Iannuzzo ottiene la certezza del titolo continentale della Superstock.

## Risultati

### Gara 1

#### Arrivati al traguardo[5]
| Pos. | Nº  | Pilota              | Squadra                  | Motocicletta        | Giri | Tempo     | Griglia | Punti |
| ---- | --- | ------------------- | ------------------------ | ------------------- | ---- | --------- | ------- | ----- |
| 1º   | 2   | Colin Edwards       | Castrol Honda            | Honda VTR 1000 SP2  | 16   | 32:58.601 | 1º      | 25    |
| 2º   | 1   | Troy Bayliss        | Ducati Infostrada        | Ducati 998 F 02     | 16   | +0:03.606 | 3º      | 20    |
| 3º   | 41  | Noriyuki Haga       | Playstation2-FGF Aprilia | Aprilia RSV 1000    | 16   | +0:05.351 | 6º      | 16    |
| 4º   | 11  | Rubén Xaus          | Ducati Infostrada        | Ducati 998 F 02     | 16   | +0:07.741 | 2º      | 13    |
| 5º   | 7   | Pierfrancesco Chili | Ducati NCR Axo           | Ducati 998 RS       | 16   | +0:16.262 | 5º      | 11    |
| 6º   | 52  | James Toseland      | HM Plant Ducati          | Ducati 998 F 01     | 16   | +0:19.592 | 7º      | 10    |
| 7º   | 10  | Gregorio Lavilla    | Alstare Suzuki Corona    | Suzuki GSX-R750 Y   | 16   | +0:21.882 | 11º     | 9     |
| 8º   | 155 | Ben Bostrom         | Ducati L & M             | Ducati 998 F 02     | 16   | +0:22.166 | 9º      | 8     |
| 9º   | 12  | Broc Parkes         | Ducati NCR Parmalat      | Ducati 998 RS       | 16   | +0:36.474 | 10º     | 7     |
| 10º  | 33  | Juan Borja          | Spaziotel Racing         | Ducati 998 RS       | 16   | +0:44.127 | 8º      | 6     |
| 11º  | 20  | Marco Borciani      | Pedercini                | Ducati 998 RS       | 16   | +0:46.636 | 13º     | 5     |
| 12º  | 6   | Peter Goddard       | Benelli Sport            | Benelli Tornado 900 | 16   | +1:04.516 | 20º     | 4     |
| 13º  | 46  | Mauro Sanchini      | Kawasaki Bertocchi       | Kawasaki ZX-7RR     | 16   | +1:05.036 | 18º     | 3     |
| 14º  | 28  | Serafino Foti       | Pedercini                | Ducati 996 RS       | 16   | +1:38.856 | 21º     | 2     |
| 15º  | 60  | Jerónimo Vidal      | White Endurance          | Honda VTR 1000 SP1  | 16   | +1:51.113 | 23º     | 1     |
| 16º  | 69  | Thierry Mulot       | Pacific                  | Ducati 996 SPS      | 16   | +2:01.314 | 24º     |       |
| 17º  | 5   | Mark Heckles        | Castrol Honda Rumi       | Honda VTR 1000 SP2  | 15   | +1 giro   | 19º     |       |

#### Ritirati
| Nº  | Pilota               | Squadra                   | Motocicletta    | Giri | Griglia |
| --- | -------------------- | ------------------------- | --------------- | ---- | ------- |
| 36  | Ivan Clementi        | Kawasaki Bertocchi        | Kawasaki ZX-7RR | 13   | 17º     |
| 19  | Lucio Pedercini      | Pedercini                 | Ducati 998 RS   | 9    | 16º     |
| 99  | Steve Martin         | DFX Racing Ducati Pirelli | Ducati 998 RS   | 7    | 15º     |
| 9   | Chris Walker         | Kawasaki Racing           | Kawasaki ZX-7RR | 6    | 12º     |
| 30  | Alessandro Antonello | DFX Racing Ducati Pirelli | Ducati 998 RS   | 6    | 22º     |
| 100 | Neil Hodgson         | HM Plant Ducati           | Ducati 998 F 01 | 4    | 4º      |

### Gara 2

#### Arrivati al traguardo[6]
| Pos. | Nº  | Pilota               | Squadra                   | Motocicletta        | Giri | Tempo     | Griglia | Punti |
| ---- | --- | -------------------- | ------------------------- | ------------------- | ---- | --------- | ------- | ----- |
| 1º   | 2   | Colin Edwards        | Castrol Honda             | Honda VTR 1000 SP2  | 16   | 32:59.881 | 1º      | 25    |
| 2º   | 7   | Pierfrancesco Chili  | Ducati NCR Axo            | Ducati 998 RS       | 16   | +0:07.506 | 5º      | 20    |
| 3º   | 52  | James Toseland       | HM Plant Ducati           | Ducati 998 F 01     | 16   | +0:11.042 | 7º      | 16    |
| 4º   | 100 | Neil Hodgson         | HM Plant Ducati           | Ducati 998 F 01     | 16   | +0:18.090 | 4º      | 13    |
| 5º   | 155 | Ben Bostrom          | Ducati L & M              | Ducati 998 F 02     | 16   | +0:23.695 | 9º      | 11    |
| 6º   | 41  | Noriyuki Haga        | Playstation2-FGF Aprilia  | Aprilia RSV 1000    | 16   | +0:24.256 | 6º      | 10    |
| 7º   | 9   | Chris Walker         | Kawasaki Racing           | Kawasaki ZX-7RR     | 16   | +0:25.886 | 12º     | 9     |
| 8º   | 12  | Broc Parkes          | Ducati NCR Parmalat       | Ducati 998 RS       | 16   | +0:41.184 | 10º     | 8     |
| 9º   | 20  | Marco Borciani       | Pedercini                 | Ducati 998 RS       | 16   | +0:50.057 | 13º     | 7     |
| 10º  | 19  | Lucio Pedercini      | Pedercini                 | Ducati 998 RS       | 16   | +0:56.054 | 16º     | 6     |
| 11º  | 6   | Peter Goddard        | Benelli Sport             | Benelli Tornado 900 | 16   | +0:58.092 | 20º     | 5     |
| 12º  | 46  | Mauro Sanchini       | Kawasaki Bertocchi        | Kawasaki ZX-7RR     | 16   | +1:02.334 | 18º     | 4     |
| 13º  | 30  | Alessandro Antonello | DFX Racing Ducati Pirelli | Ducati 998 RS       | 16   | +1:04.968 | 22º     | 3     |
| 14º  | 36  | Ivan Clementi        | Kawasaki Bertocchi        | Kawasaki ZX-7RR     | 16   | +1:05.482 | 17º     | 2     |
| 15º  | 5   | Mark Heckles         | Castrol Honda Rumi        | Honda VTR 1000 SP2  | 16   | +1:13.524 | 19º     | 1     |
| 16º  | 28  | Serafino Foti        | Pedercini                 | Ducati 996 RS       | 16   | +1:34.430 | 21º     |       |
| 17º  | 69  | Thierry Mulot        | Pacific                   | Ducati 996 SPS      | 16   | +1:56.078 | 24º     |       |

#### Ritirati
| Nº | Pilota           | Squadra               | Motocicletta       | Giri | Griglia |
| -- | ---------------- | --------------------- | ------------------ | ---- | ------- |
| 1  | Troy Bayliss     | Ducati Infostrada     | Ducati 998 F 02    | 9    | 3º      |
| 60 | Jerónimo Vidal   | White Endurance       | Honda VTR 1000 SP1 | 7    | 23º     |
| 11 | Rubén Xaus       | Ducati Infostrada     | Ducati 998 F 02    | 6    | 2º      |
| 10 | Gregorio Lavilla | Alstare Suzuki Corona | Suzuki GSX-R750 Y  | 5    | 11º     |
| 33 | Juan Borja       | Spaziotel Racing      | Ducati 998 RS      | 1    | 8º      |

### Supersport

#### Arrivati al traguardo
| Pos. | Nº | Pilota               | Squadra                      | Motocicletta    | Giri | Tempo     | Punti |
| ---- | -- | -------------------- | ---------------------------- | --------------- | ---- | --------- | ----- |
| 1º   | 99 | Fabien Foret         | Ten Kate Honda               | Honda CBR 600F  | 11   | 23'37.444 | 25    |
| 2º   | 9  | Iain MacPherson      | Ten Kate Honda               | Honda CBR 600F  | 11   | +0.406    | 20    |
| 3º   | 2  | Paolo Casoli         | Yamaha Belgarda              | Yamaha YZF R6   | 11   | +0.409    | 16    |
| 4º   | 5  | Kevin Curtain        | OPCM Racing                  | Yamaha YZF R6   | 11   | +1.767    | 13    |
| 5º   | 37 | Katsuaki Fujiwara    | Alstare Suzuki Corona        | Suzuki GSX-R600 | 11   | +3.977    | 11    |
| 6º   | 7  | Karl Muggeridge      | Honda UK Race                | Honda CBR 600F  | 11   | +9.697    | 10    |
| 7º   | 69 | James Whitham        | Yamaha Belgarda              | Yamaha YZF R6   | 11   | +10.237   | 9     |
| 8º   | 3  | Jörg Teuchert        | Yamaha Motor Germany         | Yamaha YZF R6   | 11   | +10.653   | 8     |
| 9º   | 12 | Stéphane Chambon     | Alstare Suzuki Corona        | Suzuki GSX-R600 | 11   | +10.720   | 7     |
| 10º  | 91 | Christian Kellner    | Yamaha Motor Germany         | Yamaha YZF R6   | 11   | +11.217   | 6     |
| 11º  | 13 | Christophe Cogan     | BKM Honda Racing             | Honda CBR 600F  | 11   | +13.107   | 5     |
| 12º  | 81 | Robert Ulm           | OPCM Racing                  | Yamaha YZF R6   | 11   | +15.787   | 4     |
| 13º  | 11 | Piergiorgio Bontempi | Ducati NCR Nortel Net.       | Ducati 748 R    | 11   | +17.532   | 3     |
| 14º  | 15 | Alessio Corradi      | Team Italia Spadaro          | Yamaha YZF R6   | 11   | +22.346   | 2     |
| 15º  | 71 | Werner Daemen        | Van-zon-Honda-T.K.R.         | Honda CBR 600F  | 11   | +22.553   | 1     |
| 16º  | 8  | James Ellison        | Kawasaki Racing              | Kawasaki ZX-6R  | 11   | +22.743   |       |
| 17º  | 42 | Matthieu Lagrive     | Saveko Racing                | Yamaha YZF R6   | 11   | +31.739   |       |
| 18º  | 33 | Robert Frost         | Saveko Racing                | Yamaha YZF R6   | 11   | +32.784   |       |
| 19º  | 77 | Giovanni Bussei      | Ducati NCR Nortel Net.       | Ducati 748 R    | 11   | +33.053   |       |
| 20º  | 72 | Barry Veneman        | Veneman Yamaha Motor         | Yamaha YZF R6   | 11   | +33.137   |       |
| 21º  | 20 | Stefano Cruciani     | T. Italia Lorenzini by Leoni | Yamaha YZF R6   | 11   | +33.627   |       |
| 22º  | 92 | Christer Lindholm    | Podium Racing                | Yamaha YZF R6   | 11   | +34.499   |       |
| 23º  | 44 | Antonio Carlacci     | Lorenzini by Leoni           | Yamaha YZF R6   | 11   | +34.645   |       |
| 24º  | 45 | Laurent Brian        | BKM Honda Racing             | Honda CBR 600F  | 11   | +37.005   |       |
| 25º  | 65 | Harry Van Beek       | Yamaha Motor NLD             | Yamaha YZF R6   | 11   | +40.351   |       |
| 26º  | 10 | John McGuinness      | Honda UK Race                | Honda CBR 600F  | 11   | +44.917   |       |
| 27º  | 64 | Claudio Cipriani     | GIMotorsport                 | Yamaha YZF R6   | 11   | +55.362   |       |

#### Ritirati
| Nº  | Pilota                | Squadra              | Motocicletta   | Giri |
| --- | --------------------- | -------------------- | -------------- | ---- |
| 1   | Andrew Pitt           | Kawasaki Racing      | Kawasaki ZX-6R | 6    |
| 116 | Sébastien Charpentier | Moto 1               | Honda CBR 600F | 2    |
| 17  | Chris Vermeulen       | Van-zon-Honda-T.K.R. | Honda CBR 600F | 0    |

### Superstock

#### Arrivati al traguardo
| Pos. | Nº | Pilota               | Squadra                      | Motocicletta       | Giri | Tempo     | Punti |
| ---- | -- | -------------------- | ---------------------------- | ------------------ | ---- | --------- | ----- |
| 1º   | 95 | Michael Laverty      | E.M.S. Racing                | Suzuki GSX 1000 R  | 11   | 23'45.382 | 25    |
| 2º   | 4  | Andi Notman          | LiveOnScreen Racing          | Suzuki GSX 1000 R  | 11   | +5.459    | 20    |
| 3º   | 57 | Steve Brogan         | Lloyds Autobodies            | Suzuki GSX 1000 R  | 11   | +5.815    | 16    |
| 4º   | 6  | Gianluca Vizziello   | GIMotorsport                 | Yamaha YZF 1000 R1 | 11   | +5.917    | 13    |
| 5º   | 12 | Lorenzo Alfonsi      | D.F.X. Racing Ducati Pirelli | Ducati 998 S       | 11   | +6.241    | 11    |
| 6º   | 31 | Vittorio Iannuzzo    | Alstare System Suzuki Italia | Suzuki GSX 1000 R  | 11   | +7.156    | 10    |
| 7º   | 34 | Didier Van Keymeulen | ICSAT                        | Suzuki GSX 1000 R  | 11   | +7.187    | 9     |
| 8º   | 42 | Riccardo Chiarello   | D.F.X. Racing Ducati Pirelli | Ducati 998 S       | 11   | +14.611   | 8     |
| 9º   | 28 | Giacomo Romanelli    | Alstare System Suzuki Italia | Suzuki GSX 1000 R  | 11   | +15.122   | 7     |
| 10º  | 90 | Lorenzo Mauri        | Lorenzini by Leoni           | Yamaha YZF 1000 R1 | 11   | +18.264   | 6     |
| 11º  | 2  | Walter Tortoroglio   | Rumi                         | Honda CBR 900 RR   | 11   | +19.905   | 5     |
| 12º  | 37 | William De Angelis   | Lorenzini by Leoni           | Yamaha YZF 1000 R1 | 11   | +22.316   | 4     |
| 13º  | 49 | Koen Vleugels        | K.S. Racing                  | Suzuki GSX 1000 R  | 11   | +25.078   | 3     |
| 14º  | 23 | Simon Andrews        | UCL Racing Honda             | Honda CBR 900 RR   | 11   | +25.541   | 2     |
| 15º  | 16 | John Bakker          | Lowlands Racing              | Ducati 998 S       | 11   | +26.160   | 1     |
| 16º  | 24 | Luke Quigley         | Jentin Racing                | Suzuki GSX 1000 R  | 11   | +26.162   |       |
| 17º  | 7  | Robert De Vries      | MCT-Sitra                    | Ducati 998 S       | 11   | +35.538   |       |
| 18º  | 44 | Alessandro Brannetti | Rumi                         | Honda CBR 900 RR   | 11   | +38.833   |       |
| 19º  | 25 | Freddy Papunen       | Freddy Racing                | Yamaha YZF 1000 R1 | 11   | +38.914   |       |
| 20º  | 61 | Bob Withag           | Bob Racing                   | Suzuki GSX 1000 R  | 11   | +39.018   |       |
| 21º  | 70 | Ilario Dionisi       | GIMotorsport                 | Yamaha YZF 1000 R1 | 11   | +49.880   |       |
| 22º  | 21 | Sergio Ruggiero      | Rox Racing                   | Ducati 998 S       | 11   | +57.412   |       |
| 23º  | 18 | Ciro Ranieri         | Five Racing                  | Yamaha YZF 1000 R1 | 11   | +1'03.311 |       |
| 24º  | 82 | Bertus Folkertsma    | Carfix Autoschade Darnwoud   | Suzuki GSX 1000 R  | 11   | +1'13.666 |       |
| 25º  | 79 | Lee Bootsman         | Harry Meyerink Transport     | Honda CBR 900 RR   | 11   | +1'31.075 |       |
| 26º  | 22 | Christian Dal Corso  | Spaziotel Racing             | Ducati 998 S       | 9    | +2 giri   |       |

#### Ritirati
| Nº | Pilota                | Squadra               | Motocicletta      | Giri |
| -- | --------------------- | --------------------- | ----------------- | ---- |
| 26 | Christian Nau         | Suzuki Stefan Schmidt | Suzuki GSX 1000 R | 8    |
| 85 | Paul Mooijman         | G.S. Racing           | Suzuki GSX 1000 R | 8    |
| 80 | Ghisbert van Ginhoven | MCT-Sitra             | Ducati 998 S      | 6    |
| 3  | Fabrizio De Marco     | Rumi                  | Honda CBR 900 RR  | 3    |
| 11 | Nicolas Saelens       | MCT-Sitra             | Ducati 998 S      | 0    |